# Cristo della Minerva

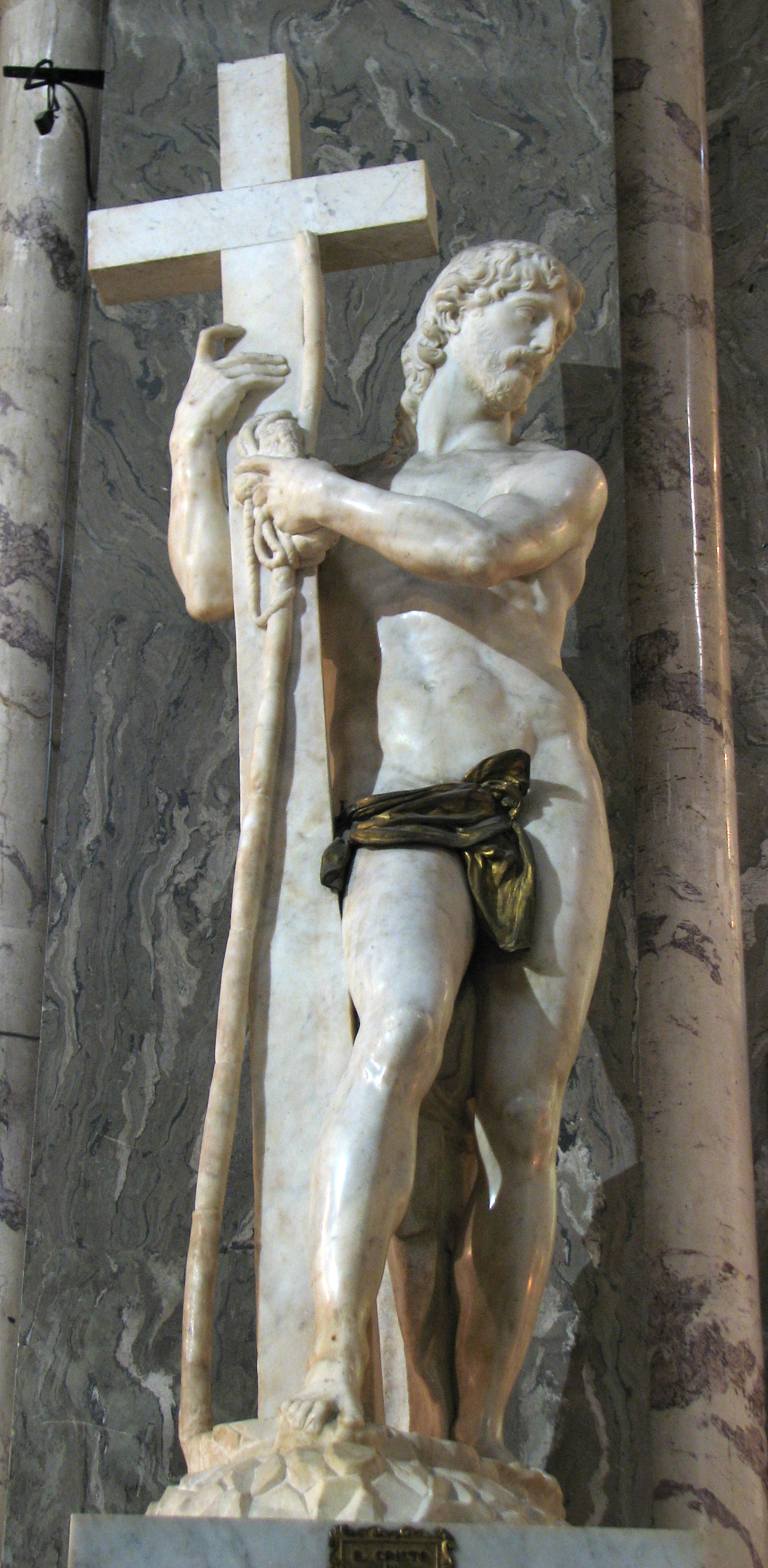
Cristo della Minerva

De Cristo della Minerva, ook bekend als Christus de verlosser, de verrezen Christus of Christus die het kruis draagt, is een marmeren beeldhouwwerk gemaakt door Michelangelo, tussen 1515 en 1521. Het beeld staat in de kerk Santa Maria sopra Minerva, in Rome, links van het hoofdaltaar.
Het beeld werd geprezen door kunstenaar Sebastiano del Piombo die de later beroemd geworden opmerking maakte dat "de knie van het Christus meer waard is dan de rest van Rome".
Het oorspronkelijk naakte beeld werd in de baroktijd voorzien van een bronzen lendendoek, omdat het naakt op deze prominente plek in de kerk protest opwekte.
Beeldhouwwerk: Madonna della scala (ca. 1491) · Strijd van de centauren (1492) · Crucifix (1492) · Sint Proculus · Sint Petronius · Bacchus (1497) · Pietà (ca. 1498-1499) · Madonna met kind (1501-1504) · David (ca. 1501-1504) · Tondo Pitti (1503) · Beelden van Paulus en Petrus op het Piccolomini-altaar, 1503 en 1504 · Tadei Tondo (1504-1506) · Matteüs (1505) · Mozes (1513-1516) · Rebellerende Slaaf (ca. 1513) · Stervende Slaaf (ca. 1513) · Cristo della Minerva (1515-1521) · Nieuwe Sacristie · Giuliano de' Medici · de Dag · de Nacht · Lorenzo de'Medici · de Ochtend · de Avond · De Medici Madonna · Jonge Slaaf (1520-1523) · Atlas Slaaf (1520-1523) · Bebaarde Slaaf (1520-1523) · Ontwakende Slaaf (1520-1523) · Apollo (1530) · Hurkende jongen (1530-1534) · De Overwinning (1532-1534) · Brutus (1540) · Florence Pietà (1547-1553) · Rondanini Pietà (1550-1564) 

Schilderij: De Verzoeking van de H. Antonius (1487-1488) · Madonna met kind en St.-Johannes en de engelen (ca. 1497) · De Graflegging (1500-1501) · Tondo Doni (ca. 1504) · Plafond van de Sixtijnse Kapel (1508-1512) · Het laatste oordeel (1541) · De bekering van Paulus (1542-1545) · De kruisiging van Petrus (1546-1550) 

Architectuur: Biblioteca Medicea Laurenziana (Florence, 1525) · Piazza del Campidoglio (Rome, 1536-1546) · Koepel van de Sint-Pietersbasiliek (Rome, 1546-1564) · Santa Maria degli Angeli e dei Martiri (Rome, 1561) · Porta Pia (Rome, 1564)